# Fritz Gusenleitner
Fritz Josef Gusenleitner, znany także jako Friedrich Gusenleitner (ur. 27 stycznia 1957 w Linzu) – austriacki historyk nauki i entomolog, specjalizujący się w hymenopterologii.
Urodził się w 1957 roku w Linz jako syn Josefa i Herty Gusenleitnerów; jego ojciec był entomologiem, matka zaś prowadziła dom. Zbierał owady od dzieciństwa, jednak początkowo były to chrząszcze; błonkówkami zajął się w 1965 roku. Od 1963 do 1967 roku uczęszczał do szkoły podstawowej w Froschbergu. Od 1967 do 1975 uczęszczał do Bundesrealgymnasium Linz Fadingerstraße, które ukończył maturą. Od 1975 do uzyskania magistra w 1980 roku studiował biologię i geologię na Uniwersytecie w Salzburgu. W latach 1980–1981 odbył służbę wojskową jako paramedyk w Hörsching. W 1981 roku zatrudniony został w Muzeum Landu Górnej Austrii w Linz. Początkowo był tam kierownikiem wydziału zoologii bezkręgowców; w 1992 roku został kierownikiem zbiorów entomologicznych, a od 2014 do 2019 roku był kierownikiem Biologiezentrums Linz. W latach 1987–1995 pełnił również funkcję redaktora entomologicznej grupy roboczej w tymże muzeum. Od 1983 do 1990 roku był także członkiem Rady Doradczej ds. Ochrony Przyrody przy rządzie Górnej Austrii. Od 2003 roku jest członkiem zarządu, a w latach był 2005–2013 wiceprezydentem Österreichische Entomologische Gesellschaft. Od 2015 roku zatrudniony jest w komitecie doradczym sekcji historii nauk przyrodniczych austriackiego Zoologisch-Botanische Gesellschaft. Jest redaktorem naczelnym czasopism naukowych Linzer biologische Beiträge i Entomofauna oraz jednym z wiodących redaktorów bazy literatury naukowej otwartego dostępu ZOBODAT. Jego praca badawcza dotyczy głównie pszczolinkowatych.